# آرنولد بوکلین
آرنولد بوکلین (به آلمانی: Arnold Böcklin)‏ (۱۶ اکتبر ۱۸۲۷ — ۱۶ ژانویهٔ ۱۹۰۱) نقاش جنبش نمادگرایی اهل سوئیس بود. نقاشی‌های او از مناظر در کنار آثار نمادینش که حاوی برخی مضامین تاریک هستند، هنرمندان آلمانی اواخر سدهٔ ۱۹ میلادی را تحت تأثیر قرار داد و نویددهندهٔ نمادگرایی هنرمندان فرا واقع‌گرای سدهٔ ۲۰ میلادی گردید.
بوکلین که همواره مناظر ایتالیا را منبع الهام خود قرار می‌داد، به‌طور مرتب به آن دیار سفر می‌نمود. وی سال‌های پایانی عمرش را نیز در آنجا گذراند. تابلوی جزیرهٔ مرگ از شناخته‌شده‌ترین آثار اوست که سرگئی راخمانینف با الهام از آن پوئم سمفونی جزیرهٔ مرگ را تصنیف نمود.

## نگارخانه

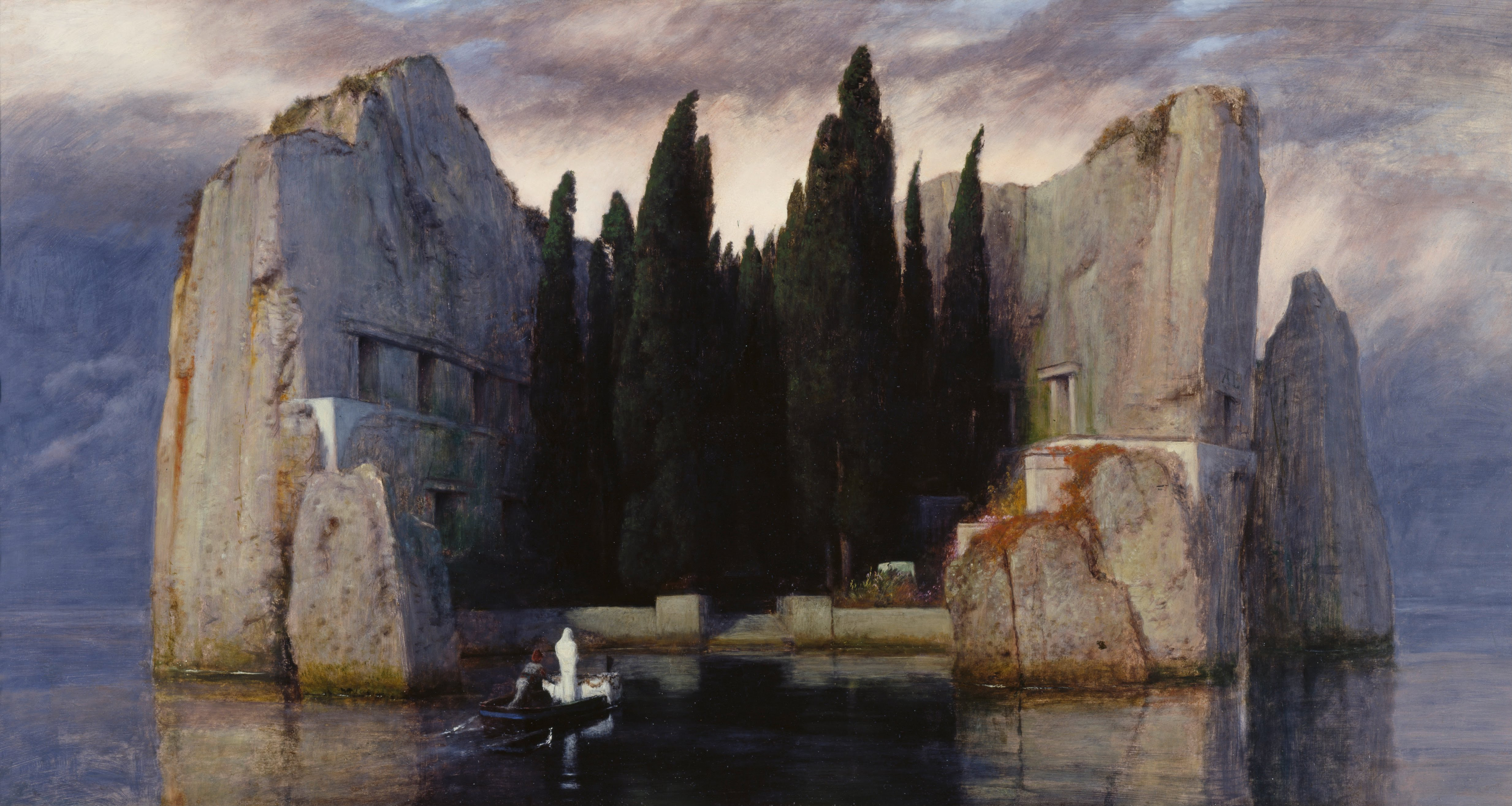
جزیره مردگان
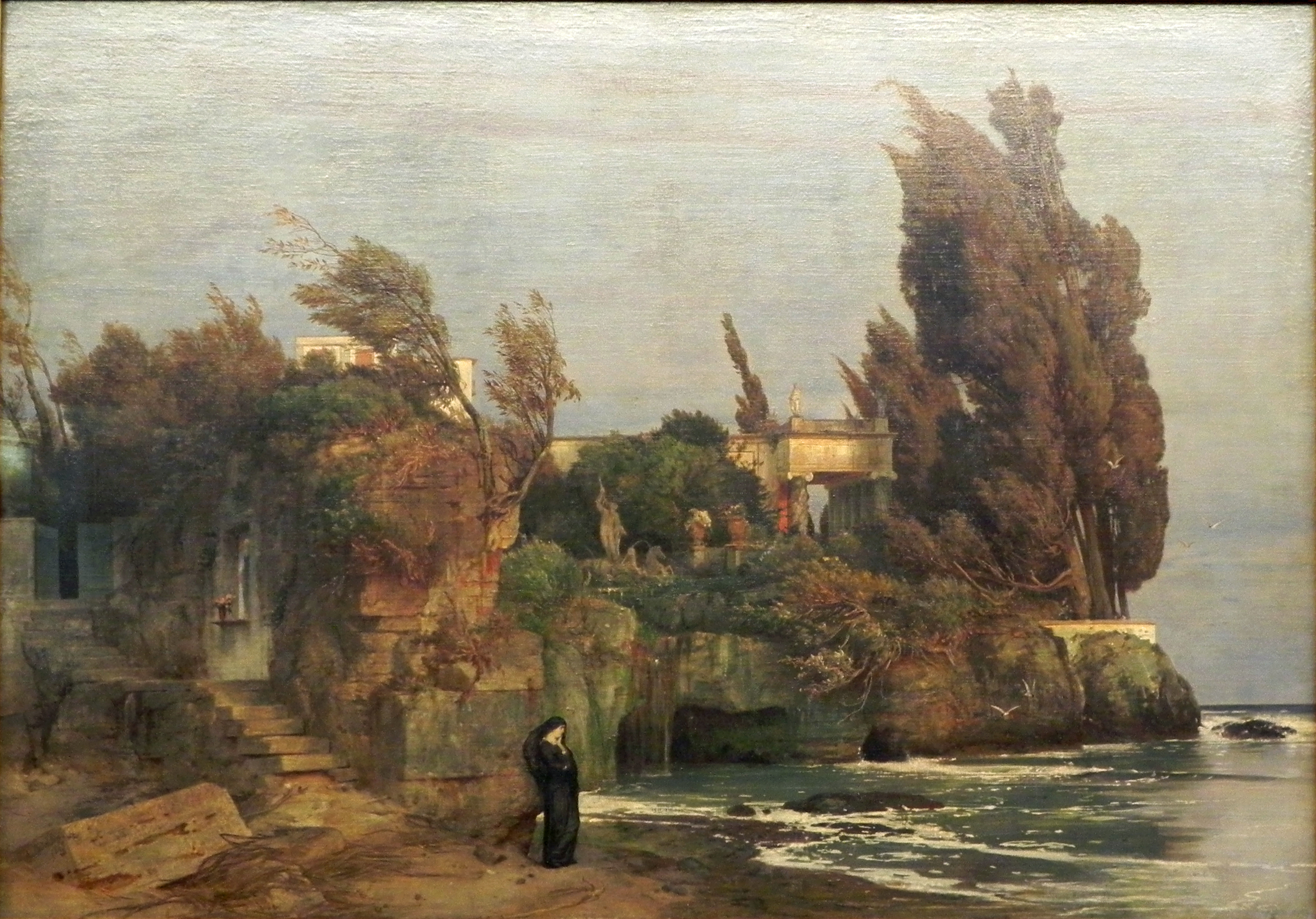
ویلا در کنار دریا ۲